# 陈升之
陈升之（1011年—1079年），原名旭，字暘叔，建州建阳（今福建省建阳市）人，北宋官員。

## 生平
大中祥符四年（1011年）出生。景祐元年進士。历知封州（今广东封川）、汉阳军（今湖北汉阳），入京为监察御史。累官观文殿学士、尚书左丞。治平二年（1065年），拜枢密副使。因母老请求外放，知越州。陈升之有才智，晓边事。
熙宁元年（1068），改任知大名府，熙宁二年（1069年），知枢密院同制置三司条例司，与王安石共事，王安石“甚德之”，曾深寄厚望，“堪大臣之事，可信而望者，陈升之而已矣。”；後拜同中书门下平章事、集贤殿大学士，與王安石不合，又请罢条例司，不久“称病归卧”，時人称其为“筌相”。熙宁七年（1074年），拜镇江军节度使、同平章事，判扬州。次年歸里。元丰二年（1079年），因病去世。赠太保、中书令，谥成肃。

## 延伸阅读
[在维基数据编辑]
 《宋史·卷312》，出自脱脱《宋史》